# ابوطالب اخیر
ابوطالب اخیر یحیی بن احمد نتیجه مؤید بالله بود که به رهبری زیدیه گیلان و دیلمان رسید. او با پشتیبانی ناصر رضا که از نوادگان مورد احترام ناصرالحق اطروش بود به سرعت در شرق گیلان تا حدود هوسم و در مناطقی از دیلمان که هنوز به چنگ اسماعیلیان نیفتاده بود به رسمیت شناخته شد. تنها لاهیجان که امیر ثائری سلیمان بن اسماعیل بر آن حکومت می‌کرد در برابر او مقاومت کرد. لاهیجان در این دوران در حال صعود بود و جای هوسم را به عنوان شهر اصلی شرق گیلان گرفته بود. ابوطالب این شهر را تسخیر کرد و آتش زد. او درگیر نزاعی شدید با اسماعیلیان شد و گفته شده ۳۸ تا از قلعه‌های آنان را تصرف کرد و الموت را محاصره کرد. حاکم عمان که زیدی بود با ابوطالب نامه نگاری می‌کرد و از او حمایت می‌کرد. او در سال ۵۱۱ قمری/۱۱۱۷ میلادی دعوت خود را به یمن ارسال کرد و امیر محسن بن حسن از نوادگان یحیی هادی او را به عنوان امام به رسمیت شناخت و نایب او در صعده شد.
به هر روی یک علوی گرگانی به نام حسن جرجانی ابوطالب را به چالش کشید و هوسم و لاهیجان را تصرف کرد و او را به کانکجا راند. یک ارباب محلی گیلی در آنجا به ابوطالب کمک کرد رقیبش را از گیلان و دیلمان به بیرون براند. ابوطالب مجبور شد به مصادره و اخاذی روی بیاورد که اعتراض شدید علمای زیدی را برانگیخت و او به تنهجان در دیلمان عقب‌نشینی کرد. با این که او بارها به گیلان بازگشت دیگر نتوانست کنترل دائمی خود را بازگرداند. در عوض اسماعیلیان از نزاع بین رقبای علوی سود بسیار بردند. ابوطالب در سال ۵۲۰ قمری .۱۱۲۶ میلادی در تنهجان درگذشت و حسن جرجانی به امید کسب حمایت به آنجا رفت که توسط مردم دستگیر و پس از مشورت با روسای گیل و دیلم کشته شد.